# Paul Heiland
Paul Heiland (geboren 5. Februar 1870 in Potsdam; gestorben 21. September 1933 ebenda) war ein deutscher Kunstsammler und Kunsthistoriker.

## Leben
Paul Heiland war der einzige Sohn des großbürgerlichen Unternehmers Wilhelm Heiland und der Clara Pignol, sein Vater leitete die Potsdamer Seidenfabrik Pignol & Heiland. Er besuchte das Victoria-Gymnasium und begann ein Jurastudium, studierte dann Kunstgeschichte in München und in Straßburg bei Georg Dehio. Er lebte danach als Privatier in einer Wohnung am Nauener Tor, die er mit Glas, Gemälden, Zeichnungen, Grafiken und antiken Möbeln vollstopfte. Heiland war 1909 Mitbegründer des Potsdamer Museums-Vereins und einer der Initiatoren des Städtischen Museums, in dem circa einhundert Fayencen, Zeichnungen, Gläser und Grafiken aus dem Besitz Heilands aufbewahrt werden.

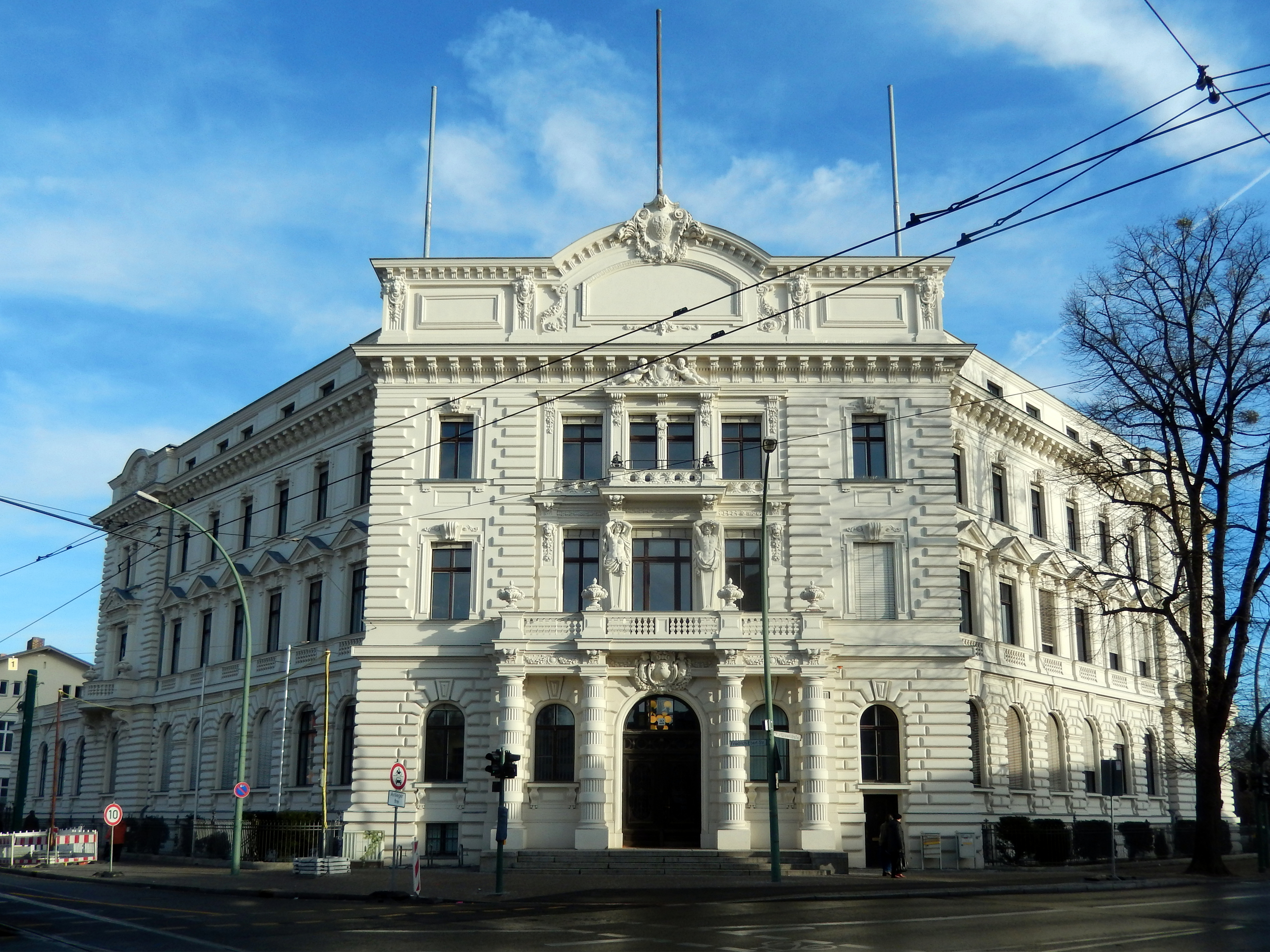
Heilands Mietwohnung lag in der Beletage am Nauener Tor

Heiland spezialisierte sich auf Fayencen, in seinem Besitz befanden sich etwa 3600 Exemplare aus über 43 Fabriken. Er hoffte auf ein Fayence-Museum, das aber in Potsdam und auch andernorts in Deutschland nicht realisiert wurde. Einen Teil der Heilandschen Fayence-Sammlung erwarb 1925 das Märkische Museum in Berlin, einen Teil 1928/1933 die städtischen Kunstsammlungen Nürnberg, ein Teil, darunter eine Sammlung Berliner Eisenguss, ging in das Germanische Nationalmuseum in Nürnberg, einen Großteil vermachte Heiland testamentarisch dem Bayerischen Nationalmuseum, das Angermuseum Erfurt erstand 300 Stücke 1935 bei einer Auktion. Fayencen aus Straßburg und Niderviller aus der einstigen Sammlung Heiland gelangten mit der Sammlung von Dr. Ernst Polaczek in das Badische Landesmuseum Karlsruhe.

## Schriften
- Dirk Bouts und die Hauptwerke seiner Schule: Ein stilkritischer Versuch. Diss. Strassburg 1902.
- mit Eduard Fuchs: Die deutsche Fayence-Kultur. 150 der schönsten deutschen Fayencen. Langen, München 1925.